# Kefáli (La Canée)
Kefáli, en grec moderne : Κεφάλι, est un village du dème de Kissamos, dans le district régional de La Canée, de la Crète, en Grèce. Selon le recensement de 2011, la population de Kefáli compte 38 habitants. Le village est situé à une altitude de 400 m et à une distance de 62 km de La Canée.

## Recensements de la population
| Recensements | 1900 | 1920 | 1928 | 1940 | 1951 | 1961 | 1971 | 1981 | 1991 | 2001 | 2011 |
| ------------ | ---- | ---- | ---- | ---- | ---- | ---- | ---- | ---- | ---- | ---- | ---- |
| Population   | -    | 66   | 50   | 136  | 87   | 25   | 34   | 40   | -    | 55   | 38   |